# シナヤ
シナヤ（シナイア、Sinaia、発音:/si'na.ja/）は、ルーマニア、プラホヴァ県の町。シナヤ修道院にちなみ町の名が付けられた。修道院の名は、聖書に登場するシナイ山にちなんでいる。ルーマニア王カロル1世は、自身の夏の離宮として郊外にペレシュ城を建てた。

## 概要
シナヤは、プロイェシュティの北西60km、ブラショフの南50kmにあり、ブチェジ山脈のちょうど東にあたるプラホヴァ川渓谷の山中にある。標高は767mから860mの間である。
シナヤはハイキングとウィンタースポーツ、特にダウンヒルでのスキーで人気のある観光地である。その他にもペレシュ城、シナヤ修道院、ペリショル城、シナヤ・カジノ、シナヤ駅、フランツ・ヨーゼフの絶壁、聖アナの絶壁など重要な観光地がある。シナヤは偉大なルーマニア人作曲家ジョルジェ・エネスクの夏の別荘もあった。

## 気候
気候は標高の低い山道の特徴がある。
年間平均気温: 8°C; 
6月の平均気温: 15°C; 
1月の平均気温: -4°C.

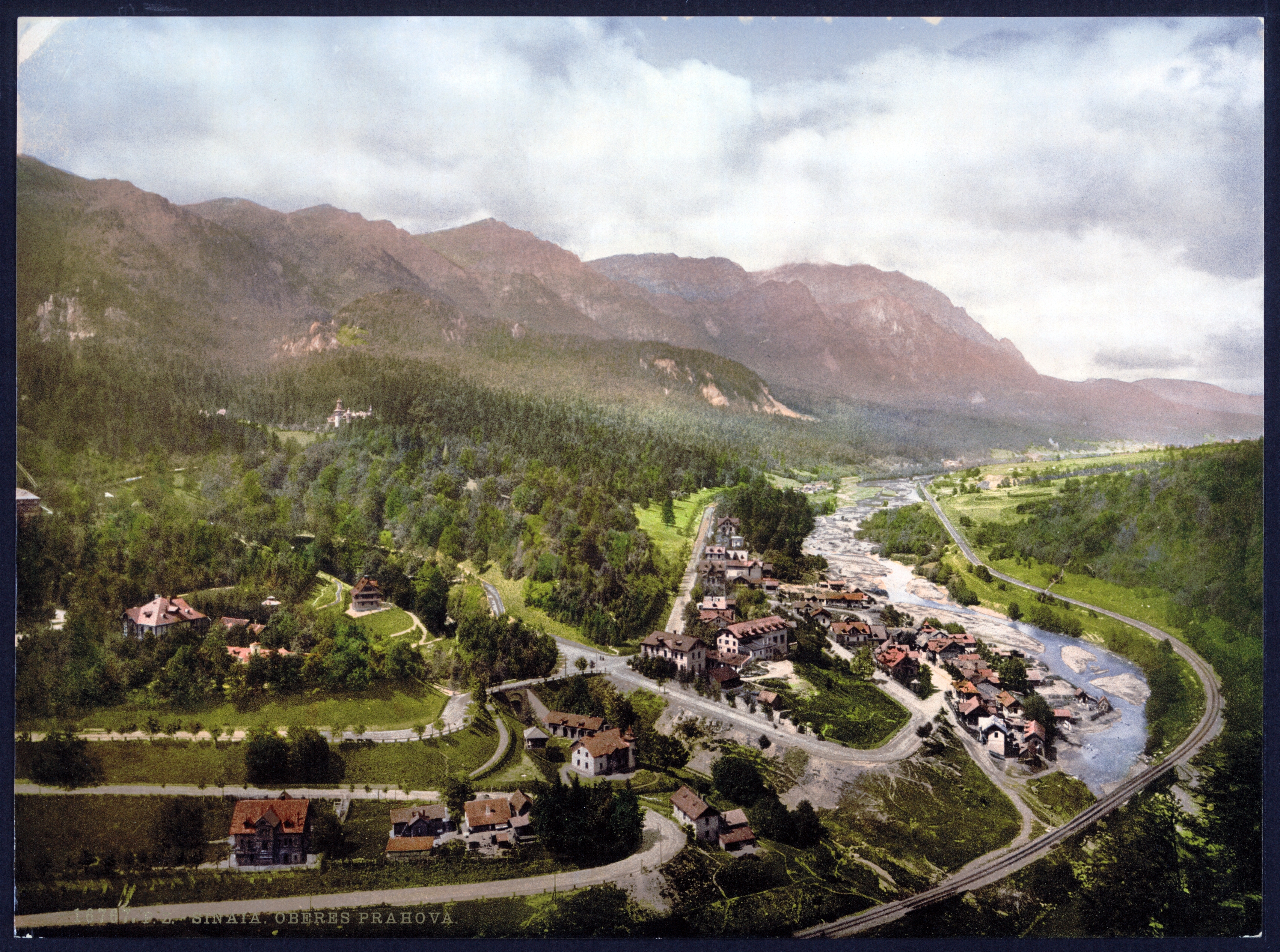
1890年頃の絵はがきに描かれたシナヤ

夏はさわやかで、夏の最初は非常に雨がちである。冬は相対的に温暖で、かなりの雪が降る。年間平均降雨量は900mmである。最高の降雨量は、6月の173mmである。最低の降雨量は、9月の55mmと2月の40mmである。
雪が一定に降り積もるのは常に11月で、3月から4月にかけて溶け、時には5月上旬に溶けることもある。積雪の厚さは20cmから、標高の高い場所での3mまで、多様である。
近年、シナヤは地球温暖化の影響を感じている。夏が短く、気温はしばしば30℃を上回り、春と秋の長さがわずかに減少し、比較的長い冬（10月下旬から5月上旬）がやってきている。冬の気温は下がる傾向で、全体的に氷点下（－19℃から－25℃）となり、何度もブリザードに見舞われる。

## 自然の癒し
支持者たちは、シナヤの気候は人を元気づけ刺激を与え、人体に有益であると主張している。クイネルイ谷（Câinelui）には数カ所の温泉があり、そこは硫黄鉄の鉱水をもち、その他の可溶性のミネラルを含んでいる。

## 自然保護

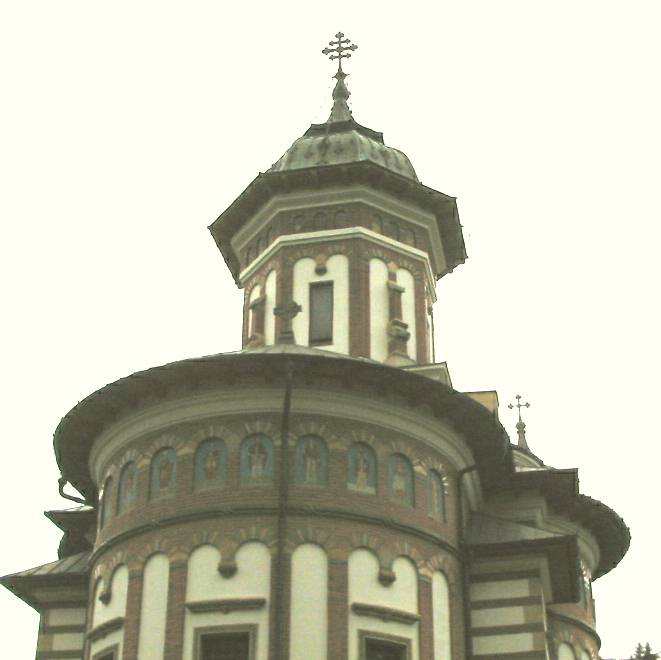
シナヤ修道院

シナヤの町と周囲は、植物を切ったり摘んだりすることに制限が課せられている。木を倒すことも許可されていない。全ての高山植物は採取が禁止されている。ボタン、エーデルワイス、リンドウなど、これらの植物を収集して店で売ることには厳しい懲罰が課せられる。観光のキャンプは、キャンプ地に指定された場所でのみ、必要で必須の保護基準に従って許可される。
シナヤの山地はブチェジ自然公園地域に位置する。自然公園は合計326.63平方kmの面積を持ち、58.05平方kmが厳密な保護と自然記念物保護区のもとにある。ブチェジ自然保護地域は、ヴルフル・ク・ドル山、フルニカ山、ピアトラ・アルサ山が急に露出した部分全体を含む。山岳地帯は、山岳警察と同様に山岳救助隊のパトロールが継続的に行われている。
クムパトゥ地区の入り口では、『シナヤのハンノキ森』植物保護地がルーマニア・アカデミーとブカレスト生物学研究所の保護のもとにある。同じ地区には、UNESCOとジャック＝イヴ・クストー支援のもとで環境学調査基地がある。これはブカレスト大学所属の機関で、自然保護用実験室にあるブチェジ山脈の植物博物館を含んでいる。

## ギャラリー

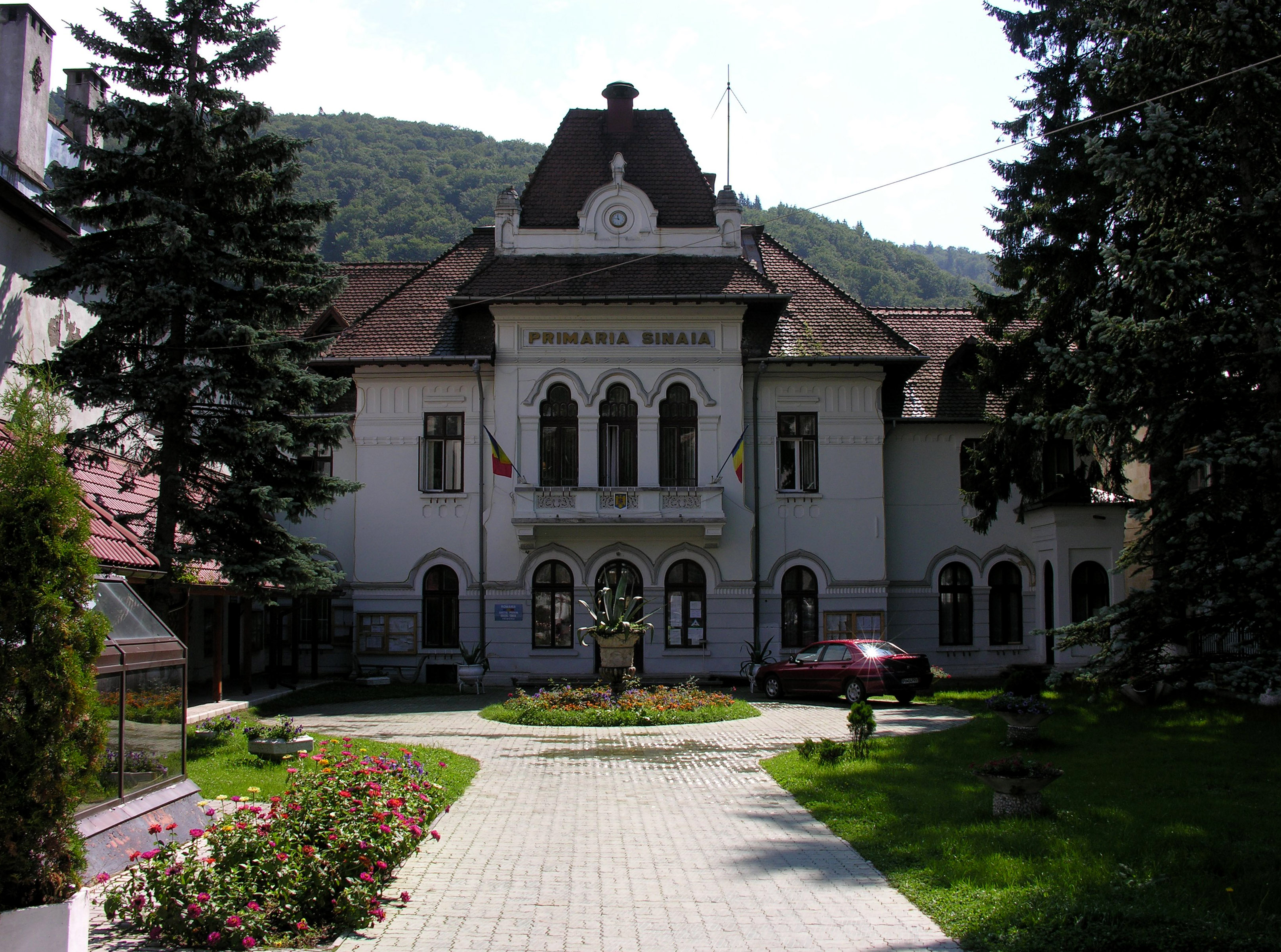
シティ・ホール
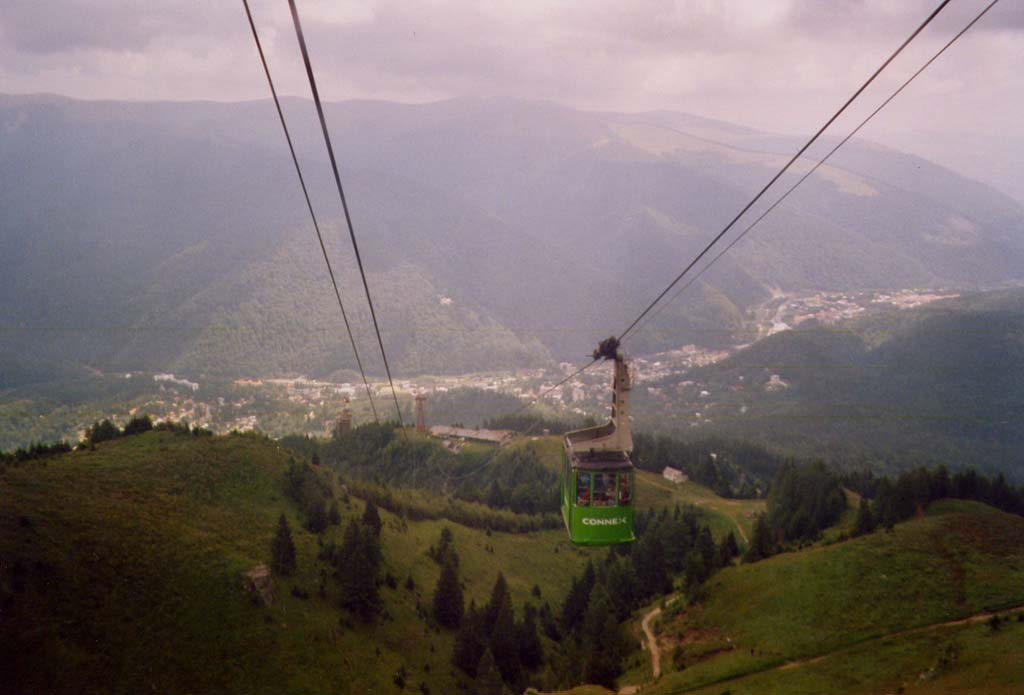
ケーブル・カー
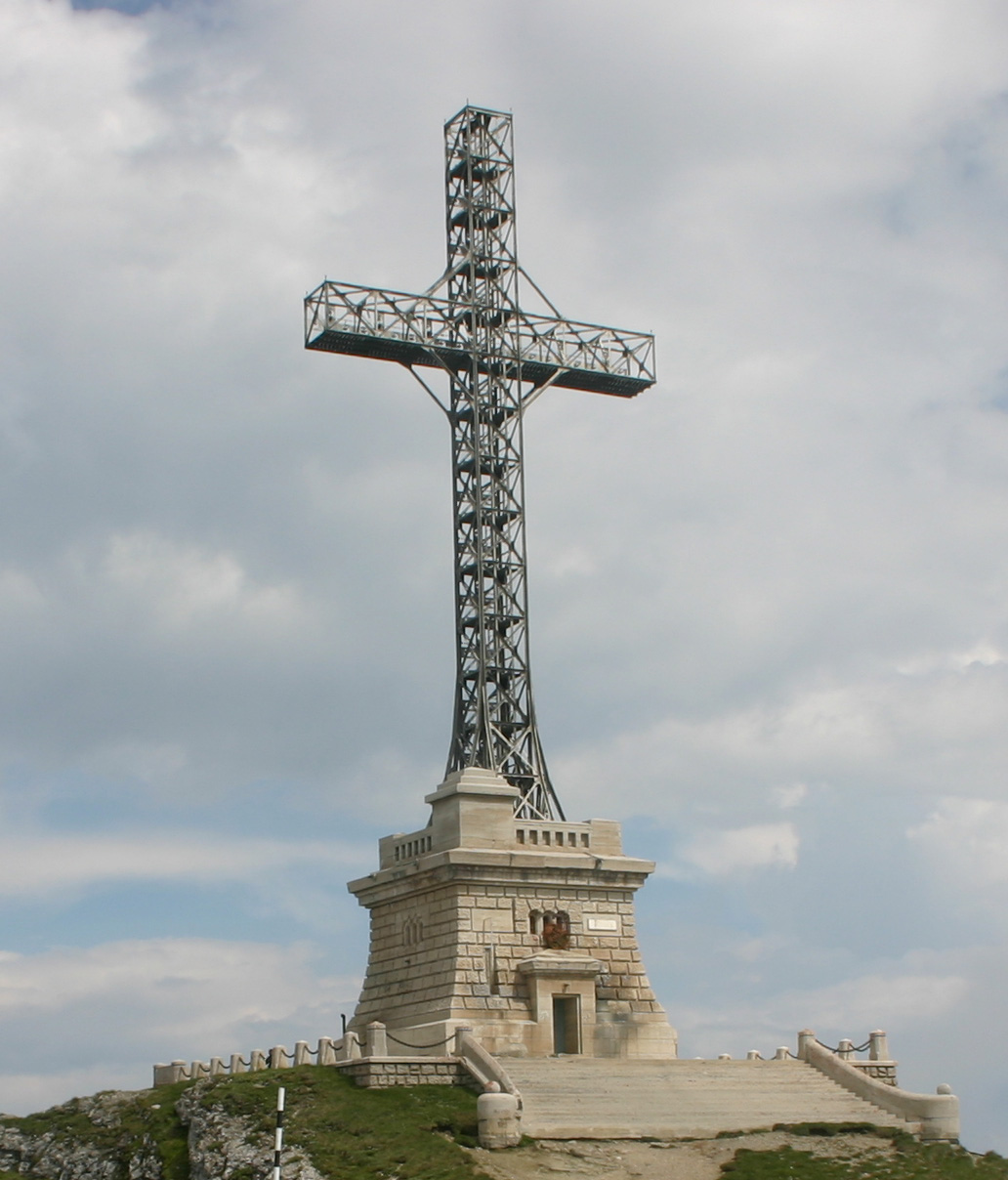
英雄の十字架
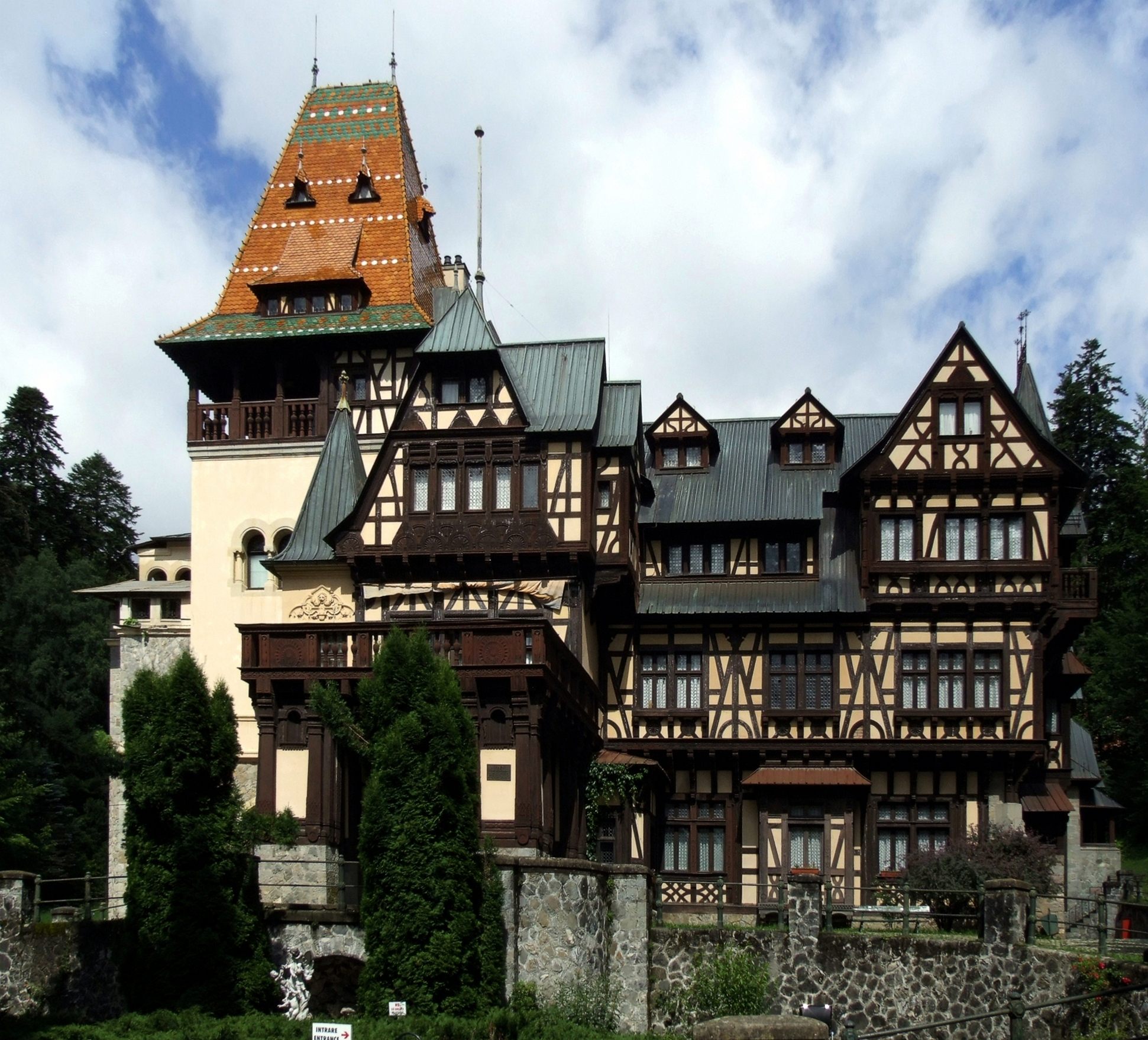
ペリショル城